# Helmut-Käutner-Preis
Der Helmut-Käutner-Preis ist eine seit 1982 in zwei- oder dreijährlichem Turnus am Geburtstag von Helmut Käutner vergebene Auszeichnung der Stadt Düsseldorf. Er ist mit 10.000 € dotiert und wird aufgrund der Entscheidung eines Preisgerichts vom Rat der Landeshauptstadt Düsseldorf an Persönlichkeiten verliehen, die „durch ihr Schaffen die Entwicklung der deutschen Filmkultur nachdrücklich unterstützt und beeinflusst, ihr Verständnis gefördert und zu ihrer Anerkennung beigetragen haben“.
Der Preis ist nach dem Filmregisseur und Schauspieler Helmut Käutner benannt.

## Preisträger
- 1982: Lotte Eisner (Filmhistorikerin)
- 1984: Wolfgang Staudte (postum)
- 1986: Bernhard Wicki
- 1988: Hilmar Hoffmann und Ulrich Gregor
- 1990: Wolfgang Kohlhaase
- 1993: Hildegard Knef
- 1995: Hanns Eckelkamp, Enno Patalas und Wolf Donner (postum)
- 1999: Rudolf Arnheim
- 2001: Hannelore Hoger
- 2004: Wim Wenders
- 2007: Dieter Kosslick
- 2010: Christoph Schlingensief
- 2013: Christian Petzold
- 2015: Ulrich Tukur
- 2017: Margarethe von Trotta
- 2019: Caroline Link
- 2022: Michael Verhoeven
- 2025: Monika Treut